# Museo Afrasiab de Samarcanda
El Museo Afrasiab de Samarcanda (en uzbeko: Afrosiyob-Samarqand shahar tarixi muzeyi) es un museo situado en el sitio histórico de Afrasiab, uno de los mayores yacimientos arqueológicos del mundo y la antigua ciudad que fue destruida por los mongoles a principios del siglo XIII.

## Historia
El edificio del museo y el sitio arqueológico se encuentran en la parte noreste de la ciudad de Samarcanda, en el país centroasiático de Uzbekistán. Lleva el nombre de Afrasiab, rey mítico y héroe de Turán. La exposición permanente del Museo Afrasiab de Samarcanda se centra en la historia de la propia ciudad y de la región circundante. El edificio del museo fue diseñado por el arquitecto armenio Bagdasar Arzumanyan en 1970, en la época en que la República Socialista Soviética de Uzbekistán todavía formaba parte de la Unión Soviética. La inauguración del museo se dedicó al 2500 aniversario de la fundación de la ciudad de Samarcanda.  En diciembre de 2015, como parte de la cooperación cultural entre Uzbekistán y Azerbaiyán, se inauguró el pabellón de Azerbaiyán en el Museo Afrasiab.

## El museo
Temáticamente, el museo está dividido en cinco salas dedicadas a diferentes períodos de la vida en el fuerte de Afrasiab.
El museo fue concebido como el lugar que compartirá la historia sobre la fundación de la ciudad de Samarcanda, su historia posterior, así como el asentamiento de Afrasiab. El museo cuenta con una variedad de exposiciones, que incluyen no solamente los artefactos encontrados durante las excavaciones en Afrasiab y Samarcanda, sino también en su región más amplia. Entre los artefactos se pueden encontrar restos de espadas antiguas, osarios, cuchillos y otros objetos punzantes, flechas, monedas, cerámicas, manuscritos y libros antiguos, estatuas y otros objetos antiguos de la vida cotidiana.
La exposición del museo consta de más de 22.000 objetos únicos. Una de las exposiciones más destacadas son los murales de Afrasiab del palacio de Samarcanda, pertenecientes al periodo de la dinastía Ijshid de los siglos VII-VIII, que se conservan de forma única. El pabellón de Azerbaiyán expone objetos que presentan la historia y la cultura de Azerbaiyán, muestras de cultura material, trajes nacionales, incluidos sombreros y kalaghai, libros sobre la cultura y las tradiciones de tejido de alfombras de Azerbaiyán.

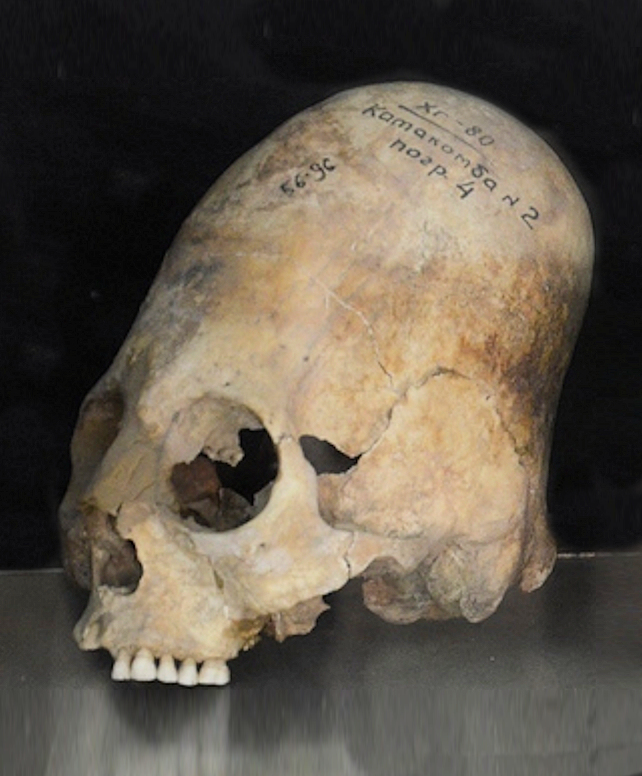
Cráneo alargado excavado en Samarcanda, 600-800.
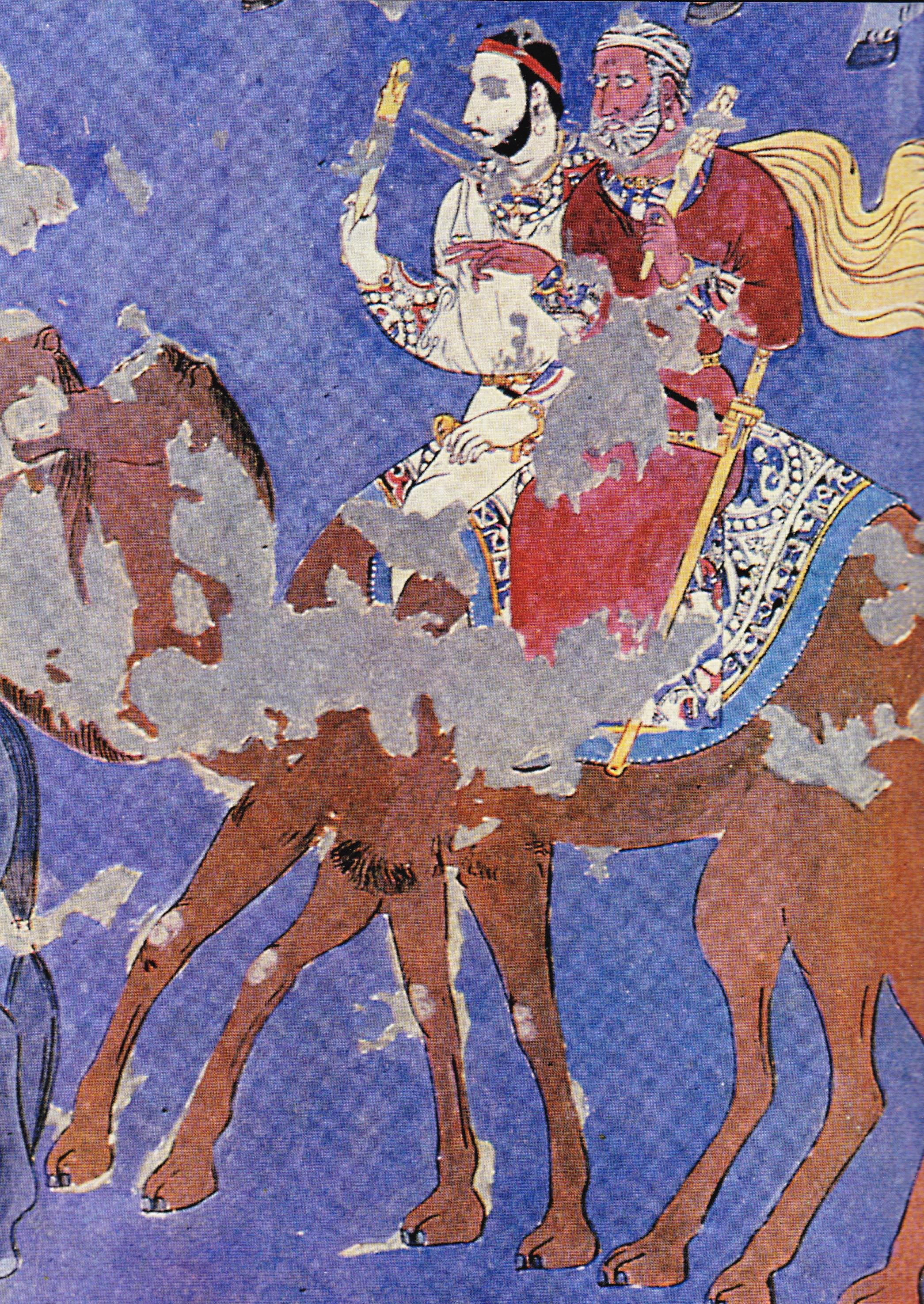
Detalle del mural de Afrasiab.
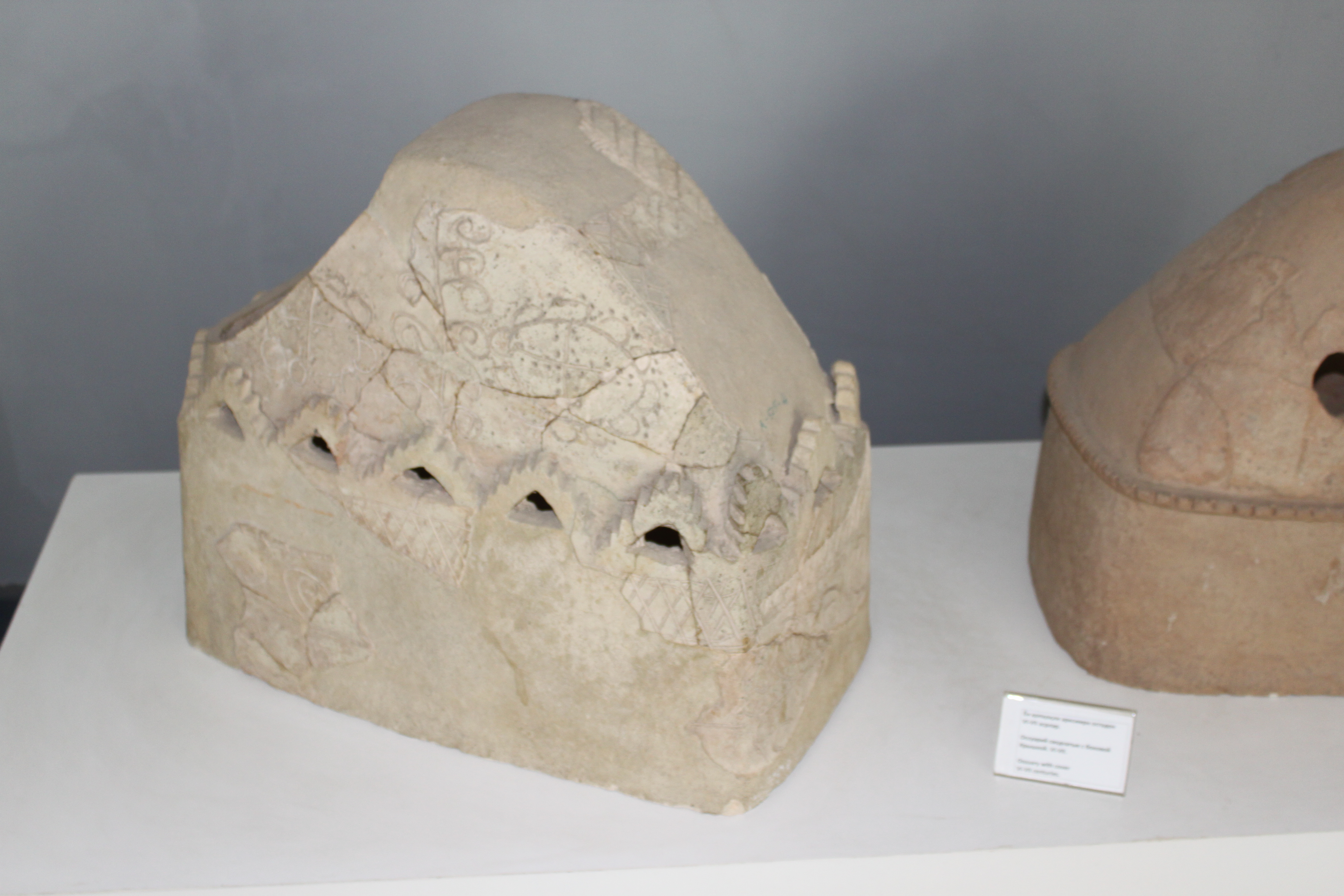
Osario sogdiano.
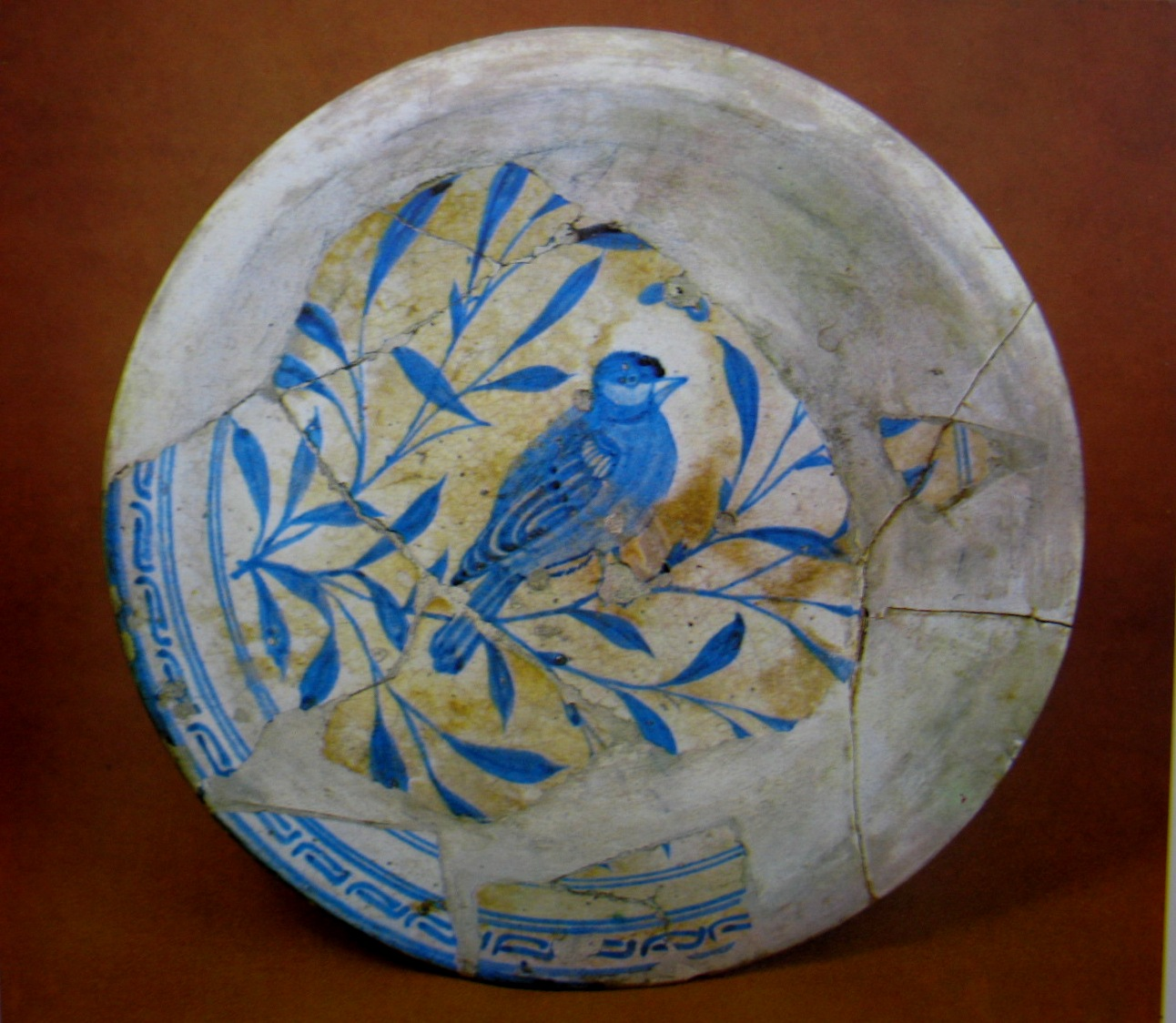
Cerámica de la era de la dinastía timúrida.
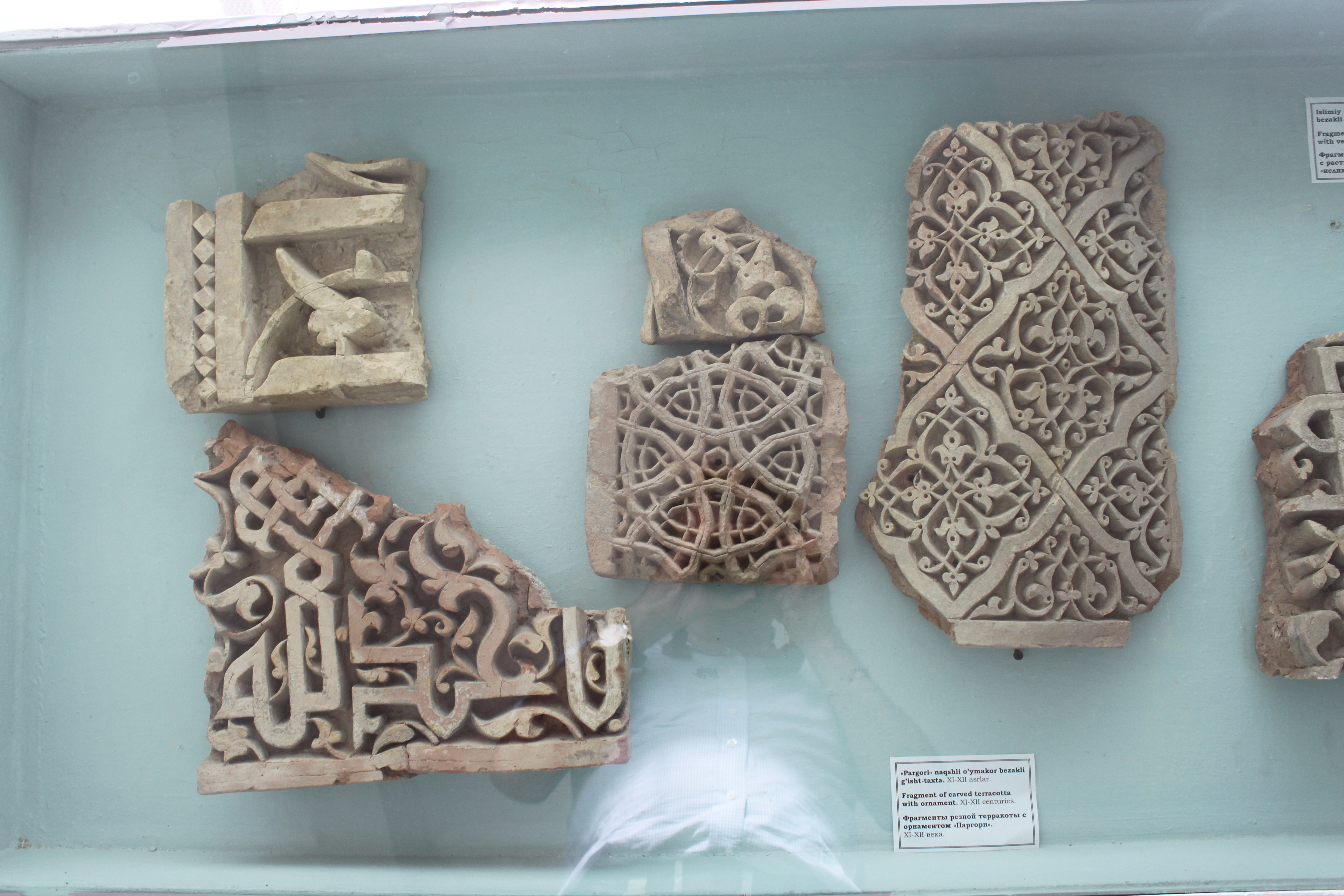
Fragmentos de estuco ornamental islámico medieval.